# James Coburn
James Harrison Coburn III (ur. 31 sierpnia 1928 w Laurel, zm. 18 listopada 2002 w Los Angeles) – amerykański aktor, który podczas 45-letniej kariery wystąpił w ponad 70 filmach i 100 serialach telewizyjnych; zębaty uśmiech i chuda budowa ciała uczyniły go idealnym twardzielem w wielu głównych i drugoplanowych rolach w westernach i filmach akcji, w tym Siedmiu wspaniałych (1960), Wielka ucieczka (1963), Szarada (1963), Garść dynamitu (1971) czy Pat Garrett i Billy Kid (1973). Za rolę antagonisty agresywnego alkoholika Glena Whitehouse’a, który pozostawił swojego syna i inne dzieci z trwałą traumą, w dramacie kryminalnym Paula Schradera Prywatne piekło (1997) otrzymał Oscara dla najlepszego aktora drugoplanowego.
1 kwietnia 1994 otrzymał własną gwiazdę w Alei Gwiazd w Los Angeles znajdującą się przy 7051 Hollywood Boulevard.

## Życiorys

### Wczesne lata
Urodził się w Laurel w stanie Nebraska jako syn Mylet Signy (z domu Johnson) i Jamesa Harrisona Coburna II. Pochodzenie jego ojca było szkocko–irlandzkie, a matka była imigrantką ze Szwecji. Ojciec Coburna miał firmę garażową, która została zniszczona przez wielki kryzys. Wkrótce wraz z rodzicami przeprowadził się do Compton w Kalifornii, gdzie uczęszczał do Compton Junior College. W 1950 wstąpił do United States Army, w której służył jako kierowca ciężarówki; od czasu do czasu był także DJ–em wojskowej stacji radiowej w Teksasie. Stacjonował jako żołnierz w Moguncji w Niemczech, gdzie znalazł swoje powołanie jako narrator kilku filmów szkoleniowych.

### Kariera
Po powrocie do Stanów Zjednoczonych przeniósł się do Los Angeles i zapisał się na zajęcia teatralne w Los Angeles City College. Brał udział w kilku szkolnych produkcjach i ostatecznie zadebiutował na deskach La Jolla Playhouse w przedstawieniu Billy Budd, na podstawie powieści Hermana Melville’a, z Vincentem Price’em. Po kilku latach spędzonych w Los Angeles przeniósł się do Nowego Jorku i studiował sztukę aktorską w konserwatorium Stelli Adler. Po powrocie do Los Angeles zdobył rolę w produkcji telewizyjnej Studio One Sidneya Lumeta. Na dużym ekranie zadebiutował w roli Whita w westernie Budda Boettichera Samotny jeździec (Ride Lonesome, 1959) u boku Randolpha Scotta i Pernella Robertsa. Pojawił się też w reklamach i serialach NBC: Bonanza (1959; 1961–1962), Klondike (1960–1961) i Acapulco (1961) jako detektyw Gregg Miles.
Został zatrudniony dzięki interwencji swojego przyjaciela, Roberta Vaughna, w westernie Johna Sturgesa Siedmiu wspaniałych (The Magnificent Seven, 1960), gdzie zagrał postać małomównego rewolwerowca Britta, perfekcyjnie posługującego się nożem. W dramacie wojennym Dona Siegela Piekło jest dla bohaterów (Hell Is for Heroes, 1962) ze Steve’em McQueenem wystąpił jako kapral Frank Herpshaw, mechanik, który potrafi naprawić wszystko. W filmie wojennym Wielka ucieczka (The Great Escape, 1963) zagrał Australijczyka. Był narratorem filmu J. Lee Thompsona Królowie słońca (Kings of the Sun, 1963). Największy sukces kasowy przyniosły mu dwa filmy o superagencie Dereku Flincie – Flint nasz człowiek (Our Man Flint, 1966) w reż. Daniela Manna i Nie ma jak Flint (In Like Flint, 1967), humorystycznej wariacji na temat Bonda. Jednak odmówił kontynuacji serii.

## Życie prywatne
Był dwukrotnie żonaty. 14 listopada 1959 zawarł związek małżeński z Beverly Kelly. Mieli córkę Lisę (ur. 1957) i syna Jamesa Harrisona Coburna IV (ur. 22 maja 1961). Para rozwiodła się 12 kwietnia 1979, po 20 latach małżeństwa. 22 października 1993 w Wersalu we Francji poślubił aktorkę Paulę Murad Coburn; pozostali małżeństwem aż do śmierci Coburna w 2002. Para założyła organizację charytatywną, James and Paula Coburn Foundation.
Zmarł nagle 18 listopada 2002 na zawał serca w swoim domu w dzielnicy Beverly Hills w Los Angeles. Miał 74 lata.

## Filmografia
- Samotny jeździec (1959) jako Whit

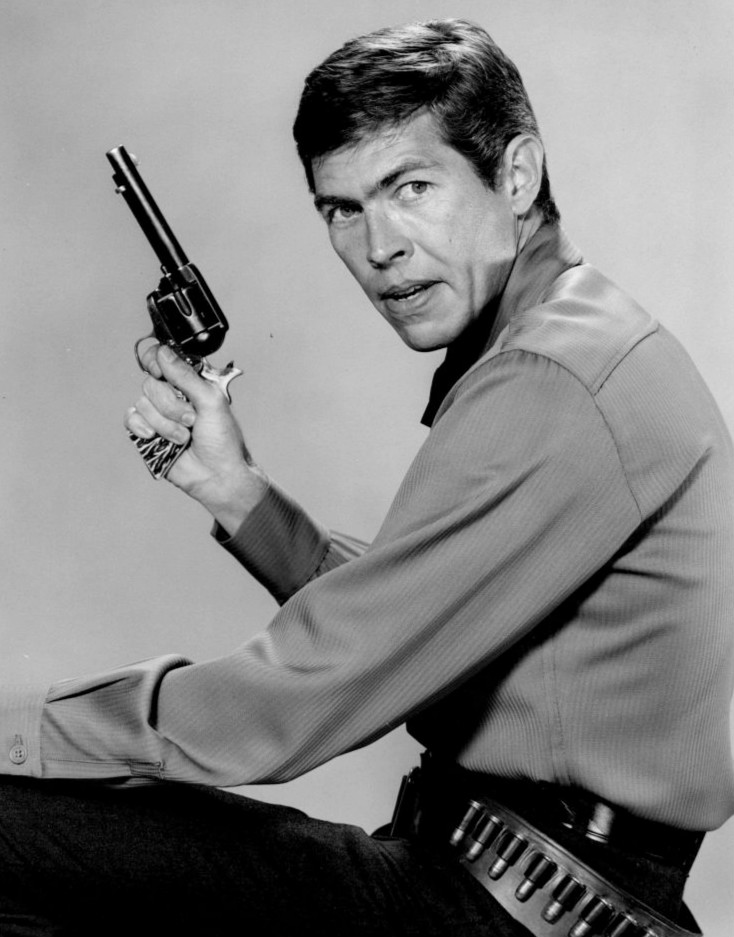
James Coburn w serialu The Californians (1959)

- Siedmiu wspaniałych (1960) jako Britt
- Piekło jest dla bohaterów (1962) jako kapral Frank Herpshaw
- Wielka ucieczka (1963) jako Louis Sedgwick „The Manufacturer”
- Szarada (1963) jako Tex Panthollow
- Królowie słońca (1963) – narrator
- Amerykanizacja Emily (1964) jako porucznik komandor Bus Cummings
- Nieodżałowani (1965) jako oficer graniczny
- Orkan na Jamajce (1965) jako Zac
- Major Dundee (1965) jako Samuel T. Potts
- Co robiłeś na wojnie, tatku? (1966) jako porucznik Christian
- Flint – nasz człowiek (1966) jako Derek Flint
- Nie ma jak Flint (1967) jako Derek Flint
- Candy (1968) jako dr Krankheit
- Przyrodni bracia (1970) jako Jeb
- Garść dynamitu (1971) jako John Mallory
- Terapia Careya (1972) jako dr Peter Carey
- Prawo do życia, prawo do śmierci (1972; znany także pod tytułem – Jeden powód by żyć i umrzeć) jako płk Pembroke
- Ostatnie słowo Sheili (1973) jako Clinton
- Pat Garrett i Billy Kid (1973) jako szeryf Pat Garrett
- Z zaciśniętymi zębami (1975) jako Luke Matthews
- Ciężkie czasy (1975) jako Speed
- Bitwa o Midway (1976) jako kpt. Vinton Maddox
- Pojedynek po latach (1976) jako Zach Provo
- Żelazny Krzyż (1977) jako sierżant Rolf Steiner
- Wielka wyprawa muppetów (1979) jako właściciel kawiarni El Sleezo
- Siła ognia (1979) jako Jerry Fanon
- Kula z Baltimore (1980) jako Nick Casey
- Nieoczekiwany romans (1980) jako Walter
- Ryzykowna gra (1981) jako Serrano
- Wzór piękności (1981) jako John Reston
- Dzień Martina (1984) jako porucznik Lardner
- Sięgnij po broń (1984) jako Sam Starret
- Młode strzelby II (1990) jako John Chisum
- Hudson Hawk (1991) jako George Kaplan
- Gracz (1992) jako on sam
- Zakonnica w przebraniu 2: Powrót do habitu (1993) jako pan Crisp
- Śmiertelna pułapka (1993) jako Mike Donan/Lou Donan
- Maverick (1994) jako komandor Duvall
- Egzekutor (1996) jako Arthur Beller
- Gruby i chudszy (1996) jako Harlan Hartley
- Szkielety (1997) jako Frank Jove
- Klucze do miasta (1997) jako Hramon Shaw
- Prywatne piekło (1998) jako Glen Whitehouse
- Godzina zemsty (1999) jako Fairfax
- Arka Noego (1999) jako handlarz
- Gra w słowa (2001) jako Tobias Allcott
- Potwory i spółka (2001) – Henry J. Waternoose (głos)
- Śnieżne psy (2002) jako James „Thunder Jack” Johnson

## Nagrody
- Nagroda Akademii Filmowej 1999: Prywatne piekło (Najlepszy Aktor Drugoplanowy)